# Matt Barnes (baseball)
Pour les articles homonymes, voir Matt Barnes (basket-ball) et Barnes.
Matthew Barnes (né le 17 juin 1990 à Danbury, Connecticut, États-Unis) est un lanceur droitier des Nationals de Washington de la Ligue majeure de baseball.

## Carrière amateur
Matthiew Barnes est allé à Bethel High School à Bethel, Connecticut. Au lycée, il a été nommé à l'équipe All-State. Après sa carrière d'école secondaire, il n'a pas été choisi dans l'ébauche de Major League Baseball (MLB). Il s'est ensuite inscrit à l'Université du Connecticut , où il a joué au baseball collégial pour l'équipe de baseball des Connecticut Huskies dans la Conférence Big East de la Division I de la National Collegiate Athletic Association (NCAA). En tant que joueur de première année, il a obtenu un dossier de 5-3 en défaite avec une moyenne de points mérités de 5,43 et 55 retraits sur des prises en 53 manches. En deuxième année, Barnes a obtenu une fiche de 8-3 avec une MPM de 3,92 et 75 retraits au bâton. À sa saison junior, Barnes a connu un dossier de 11-3 en défaite et une MPM de 1,11 avec 97 retraits au bâton en quatorze matchs en saison régulière, alors que les Huskies ont remporté leur premier titre en saison régulière. 
Il a été nommé deux fois à l'équipe All-Big East. Matthiew Barnes a été nommé Big East Pitcher de l'année en 2011. Il a également été nommé aux équipes d'Amérique du baseball de  American Baseball Coaches Association et Collegiate Baseball. Il a été ajouté à la liste de surveillance de pré-saison de Golden Spikes Award en 2011. 
Alors qu'il était à l'université, Barnes a joué au baseball d'été collégial pour les Wareham Gatemen de la Cape Cod Baseball League. Il a par ailleurs lancé pour l'équipe nationale de baseball des États-Unis dans le championnat mondial de baseball d'université de 2010 , ne permettant pas une course méritée, car les Etats-Unis ont gagné la médaille d'argent . 

## Carrière
Avec l'équipe des États-Unis, Matt Barnes remporte une médaille d'argent au Championnat du monde de baseball universitaire 2010 à Tokyo, au Japon. Il n'accorde aucun point mérité durant la compétition.
Joueur des Huskies de l'université du Connecticut, Matt Barnes est le choix de première ronde des Red Sox de Boston et le 19e athlète sélectionné par un club du baseball majeur au repêchage amateur de 2011. Il est une sélection que les Red Sox obtiennent en compensation des Tigers de Détroit pour la perte de l'agent libre Víctor Martínez dans les mois précédents. Habituellement lanceur partant dans les ligues mineures, Barnes fait ses débuts avec les Red Sox le 9 septembre 2014 en lançant 3 manches en relève contre les Orioles de Baltimore.

## Vie personnelle
Matthiew Barnes a commencé à tenir une clinique annuelle de baseball à l'académie de la jeunesse Newtown, Connecticut , pour les élèves du primaire en décembre 2013. 